# Eochiromys landenensis
L'eochiromio (Eochiromys landenensis) è un mammifero estinto, appartenente agli apatoteri. Visse nell'Eocene inferiore (circa 55 - 50 milioni di anni fa) e i suoi resti fossili sono stati ritrovati in Europa.

## Descrizione
Questo animale è noto solo per resti parziali della dentatura e della mandibola, ma dal raffronto con animali simili e meglio conosciuti, come Labidolemur e Apatemys, si suppone che fosse vagamente simile a uno scoiattolo. In generale Eochiromys era molto simile a Labidolemur, ma la mandibola era più piccola e vi era una maggior differenziazione nelle cuspidi del talonide dei molari. È probabile, inoltre, che mancasse un premolare. Un molare superiore isolato presenta un ipocono molto sviluppato, unito tramite una cresta al protocono.

## Classificazione
Eochiromys è un membro degli apatoteri, un gruppo di mammiferi simili ai roditori o agli insettivori, ma dalle affinità incerte. Eochiromys, in particolare, potrebbe essere stato una forma piuttosto arcaica, affine a Labidolemur ma forse più specializzato. 
Eochiromys landenensis venne descritto per la prima volta da Pierre Teilhard de Chardin nel 1927, sulla base di resti fossili rinvenuti in terreni risalenti all'Eocene inferiore nei pressi di Landen, in Belgio. Altri fossili attribuiti con qualche incertezza a questo genere sono stati ritrovati in Inghilterra, in terreni coevi.